# Државни банкет
Државни банкет је званични банкет који приређује шеф државе у својој званичној резиденцији за другог шефа државе, или понекад шефа владе и друге госте. Обично као део државне посете, одржава се да би се прославиле дипломатске везе између земаља домаћина и гостујућих земаља. Може се назвати и државном вечером.

## Историја
Пре неколико векова, путовања и забринутост око безбедности чиниле су сусрете владајућих монарха много ређим. Банкет пет краљева у Лондону 1363. био је изузетан догађај који је окупио краљеве Енглеске, Шкотске, Француске, Данске и Кипра. Многи државни банкети славили су краљевска венчања, која су често имала страну принцезу за невесту, и били су велики дипломатски догађаји. Посебно раскошан био је и празник крунисања. Током ренесансе Италија је имала тенденцију да поставља стил за остатак Европе, али када је формат почео да постаје стандард у Европи током барокне ере, француски двор Луја XIV је био тај који је поставио стандарде у већини аспеката.
Изразита карактеристика државних банкета Старог поретка, попут најформалнијег стила нормалних краљевских оброка, била је да је број стварних гостију који су седели да једу био веома мали, али су били окружени огромном гомилом дворјани који су само посматрали. Иначе, посматрачи су морали да ћуте. Пожељан је био само један сто, често у облику латиничног слова U, при чему су гости углавном сви седели споља, окренути ка слову U, чији су центар користили они који су чекали за столом. Високо формализовани оброци које су монарси и њихове породице јели у јавности били су карактеристика већине монархија, понекад само неколико пута годишње, али чешће у Француској. Догађај је имао позоришни аспект и служио је као демонстрација ранга и моћи. Овај стил је нестао током Француске револуције, да би се поново појавио за време Наполеона, барем тако формално као и раније.
Модеран стил државних банкета, са великим бројем званица, а само особље које стоји, увео је будући краљ Француске Луј Филип I. Када се његов син венчао, позвао је 500 људи на банкет у Версају, упркос надолазеће уставне кризе која је недељама касније довела до Јулске револуције, која га је учинила краљем. Гости су представљали више типова важних људи, а не само дворјане, а то обично остаје на савременим банкетима.

## По земљама

### Швајцарска
У Швајцарској, шеф државе је Швајцарско савезно веће (не само његов председник). Из тог разлога, седам савезних саветника (и њихови супружници) су позвани на државне вечере организоване у Берну током државних посета.

### Уједињено Краљевство
У Уједињеном Краљевству државне банкете приређује британски монарх у својству шефа државе. Државни банкети се одржавају у Бакингемској палати у Лондону, или понекад у замку Виндзор у Беркширу, ако посетиоци бораве тамо са монархом. Балска сала у Бакингемској палати може да прими око 170 гостију, што је укупан број гостију на банкету за председника Доналда Трампа 2019. Гости обично укључују многе чланове краљевске породице, британске политичаре и водеће личности у другим областима, као и угледне људе из гостујуће нације са пребивалиштем у Великој Британији.
Користи се само један сто, а соба има веома традиционалан приказ „шведског стола“, са великим посудама и посудама од позлаћеног сребра, поређане у слојеве на платном прекривеном „шведском столу“.
Организација државне вечере обично пада на Домаћина. Припреме за државне банкете почињу месецима унапред са коначним планом седења који потврђују и краљ и Канцеларија за иностране и послове Комонвелта. Државни банкети се обично одржавају за посете шефовима држава и веома су разрађени: оброк се састоји од четири јела. То су: рибе; користи се главно јело, пудинг и десерт (воће, кафа и пети фур) и 200 година стар сервис за јело. Свако место има шест чаша (за воду, вина, шампањац и порто)  и до десетак комада прибора за јело. Јеловник бира Краљ из избора од четири које су представили краљевски кувари. Алкохолна пића се обезбеђују из Владиног винског подрума, док храну припремају кувари Краљевског дома.
Припреме у кухињама почињу што је касније могуће како би храна била свежа. Пре почетка вечере, трпезу, поставу, музику и цвеће прегледава, проверава и даје коначно одобрење Краља лично.
Краљевски протокол је генерално веома строг, али то је умањено последњих година. Поклоне размењују обе стране.

### Сједињене Државе

#### Увод
У Сједињеним Државама, државна вечера је свечана вечера, чешће уз смокинг последњих година, а не бело одело, која се одржава у част страног шефа државе, као што су краљ, краљица, председник или било који шеф владе. Државну вечеру приређује председник Сједињених Држава и одржава се у Државној трпезарији у Белој кући у Вашингтону. Друге формалне вечере за важне људе других нација, као што су принц или принцеза, називају се званичне вечере, разлика будући да их савезна влада не плаћа.
Државне и званичне вечере диктирају се строгим протоколом како би се осигурало да не дође до дипломатских гафова. Шеф протокола Сједињених Држава, који је званичник у оквиру Стејт департмента, главни услужитељ Беле куће, који је шеф кућног особља у Белој кући, као и социјални секретар Беле куће, сви надгледају планирање државних и званичних вечера од почетка до краја. Канцеларија за графику и калиграфију која се налази у Источном крилу Беле куће такође има бројне одговорности. Главни калиграф Беле куће прави картице места са именима гостију којима су додељена места око столова у Државној трпезарији. Главни калиграф такође дизајнира и пише свечане позивнице које се шаљу поштом на поштанске адресе гостију. Државне вечере захтевају блиску координацију између извршног кувара Беле куће и посластичара Беле куће који планирају и припремају оброк од четири или пет јела, као и главног дизајнера цвећа Беле куће који аранжира цвеће и украсе на столовима осветљеним свећама.
Као што је уобичајено за све долазеће државне посете страних шефова држава, државна вечера следи након церемоније државног доласка која се одржава на Јужном травњаку раније током дана. Поред тога, државничке вечере одржане последњих година медијски покрива ТВ канал за односе са јавношћу, C-SPAN.

#### Историја
Почетком 19. века, банкети у част кабинета, Конгреса или других достојанственика називале су се „државним вечерама“ иако нису биле званично заступљене у иностранству. Времена су се променила, па тако и главни град нације, јер се сваке зимске друштвене сезоне одржавала серија државних вечера у част Конгреса, Врховног суда и чланова дипломатског кора.
Крајем 19. века, термин државна вечера постао је синоним за вечеру коју је приредио председник у част страног шефа државе. Први гостујући шеф државе који је присуствовао државној вечери у Белој кући био је Калакауа, који је био у државној посети Сједињеним Државама, чији је домаћин био Јулисиз С. Грант 12. децембра 1874.
Обнова Беле куће 1902. створила је прикладније окружење за званичну забаву. Када се канцеларија председника преселила у новоизграђено Западно крило, неокласично преуређење државних просторија дало је Теодору Рузвелту савршено место које одражава растућу моћ и утицај Сједињених Држава широм света. Док је Бела кућа била подвргнута комплетној унутрашњој реконструкцији од 1948. до 1952., Хари С. Труман и Бес Труман живели су у Блер Хаусу, а државне вечере су одржаване у локалним хотелима у главном граду. Дуги столови за банкете су увек коришћени у Државној трпезарији пре администрације Џона Ф. Кенедија. Међутим, Џеклин Кенеди их је трајно одбацила и заменила округлим столовима који су могли да приме далеко већи број гостију, отприлике 120 до 140, у тако скученом простору. До данас, председници и прве даме настављају да додају своје личне печате у Белој кући, имајући потпун приступ колекцији позлаћених свећњака и прибора за јело, кристалним узорцима Председничке куће, као и непроцењиву колекцију порцелана Беле куће која датира од администрације Џејмса Монроа до администрације Џорџа В. Буша, за употребу на државној вечери.

#### Редослед догађаја
Током државне вечере, почасна гарда и обојена гарда у униформама из свих родова Оружаних снага Сједињених Држава послата су на церемонијалну дужност у Белу кућу. На северном портику улаза у Белу кућу, председник Сједињених Држава и прва дама Сједињених Држава званично поздрављају шефа државе у посети и његову или њену супругу, који су стигли у колони из Блер Хауса. Кратка прилика за фотографије за медије на врху степеништа ће се појавити. Председник и прва дама затим прате шефа државе и његову или њену супругу у Жуту овалну собу на пријем у спрату резиденције где се председниковим гостима служе предјела, коктели, вино или шампањац. Председник и прва дама такође упознају своје госте са широким спектром људи из Сједињених Држава као што су амбасадори, дипломате, чланови Конгреса, чланови кабинета председника и други истакнути људи као што су познате личности и позване холивудске филмске звезде по нахођењу председника и прве даме.
Након пријема у Жутој овалној сали, председник и шеф стране државе, праћени првом дамом и супружником шефа стране државе, спуштају се Великим степеништем до улазног хола на државном спрату где их чека Поморски бенд Сједињених Држава. Често се изводе национална химна државе шефа иностране државе, као и застава са звездама.
Након пријемног реда којим председник упознаје шефа државе у посети свим позваним гостима, председник и шеф државе у посети, његов или њен супружник, ако га има, и први супружник, ако га има, шетају низ Крос холу и наставе до Државне трпезарије где се служи оброк од четири или пет јела, који се обично састоји од предјела/супе, рибе, меса, салате и десерта. гости. Јеловник планиран за државну вечеру и који су припремили извршни кувар Беле куће и извршни посластичар Беле куће усредсређен је на националну кухињу гостујућег шефа стране државе, користећи локалне састојке, укусе и етничку храну. Пре јела, и председник и шеф стране државе у посети држе говор на говорници, одајући почаст дипломатским односима између Сједињених Држава и земље шефа стране државе. Након оброка, гости седе у Источној соби и формално их забавља музички ансамбл као што је пијаниста, певач, оркестар или бенд националног реномеа. У прошлим приликама, плес је такође био компонента на завршетку државне вечере.